# Marussi Mihály
Marussi Mihály (Marosvásárhely, 1771. október 28. – Aranyosgerend, 1830. április 2.) bölcseleti doktor és református lelkész. 

## Életpályája
Marussi József és Paloska Ágnes fia. Szülővárosában, Marosvásárhelyen tanult és itt köztanító is volt. 1794-ig folytatta a nevelői hivatást, majd 1798-ban külföldi egyetemre ment Marburgba, ahol 1801 szeptemberében doktori fokozatot szerzett. Göttingenben is tanult félévig. Hazajövetele után Kemény Miklós gróf nevelője volt hét évig. 1809-ben lelkész lett Aranyosgerenden. 1814-től a nagyenyedi egyházmegye, 1822-től az erdélyi egyházkerület főjegyzője volt.

## Művei
- Dissertatio inaug. Philosophica de differentia noumeni atque phaenomeni. XI. Sept. 1801. Marburg.
- A győzedelmes ifjú egy halotti beszédben foglalva, melyet néhai k. tartsai mélt. Véér Pál úrfinak emlékezetére a m. vásárhelyi reform. templomban 1809. máj. 14. elmondott és e szerint ki is adott. Kolozsvár, 1809. (Tompa János gyászbeszédével együtt.)
- A valóságos nemes ember, egy halotti beszédben, melyet mélt. gróf és gubernialis consiliarius Kemény Sámuel úr ő nagysága jószágai fő gondviselőjének, néhai tek. rétyi Gazda József úrnak temetési tisztességére a kolozsvári ref. belső templomban ápr. 18. 1808-ban elmondott. Kolozsvár, 1815. (Mihályi Mihály gyászbeszédével együtt).
- A szelidség emberi ábrázatban egy halotti beszédben, melyet mélt. m.-gyerőmonostori gróf Kemény Kata úr asszonynak ... Gróf Kun József úr élete párjának koporsóba lett zárattatásakor a gerendi bánatos udvarban 1815. nov. 19. elmondott ... Kolozsvár, 1816.
- A jó gazdaasszony ... Horvát Judit ... Gidófalvi Rozina Sámuelné ... felett mondott gyászbeszéd. Nagy-Enyed, 1829.